# Био, Джулиус Маада
Джулиус Маада Био (англ. Julius Maada Bio; род. 12 мая 1964, Тихун, Сьерра-Леоне) — сьерра-леонский политический деятель, глава Национального временного правящего совета (военного правительства Сьерра-Леоне) с 16 января по 29 марта 1996 года, президент страны с 4 апреля 2018 года.

## Биография
Один из 35 сыновей вождя племени согбини, принадлежащего к народу менде. Первоначально планировал получить высшее образование в колледже Фура-Бей — главном высшем учебном заведении страны, но изменил свои планы и в 1985 году поступил на военную службу. В 1990 году был направлен в Либерию в составе международного контингента для пресечения гражданской войны, где познакомился с Валентином Страссером и Соломоном Мусой, а уже в 1991 году переведён на родину, где также началась гражданская война, развязанная Объединённым революционным фронтом.
Нехватка средств на выплату жалования привела к организованному в 1992 году группой молодых офицеров, в том числе и Био, маршу на столицу страны, Фритаун, в результате которого президент Джозеф Сайду Момо бежал из страны, а власть перешла в руки военного правительства под руководством Страссера. Био первоначально отвечал в нём за южную провинцию страны, откуда сам был родом, но в 1994 году стал заместителем Страссера, вместо Мусы, который бежал в Великобританию. Неудачные переговоры с захватившими значительную часть территории страны повстанцами о создании коалиционного правительства пошатнули позиции Страссера, отсрочившего первоначально намеченные на 1995 год выборы, после чего Био, опираясь на поддержку большинства членов хунты, сместил Страссера и сам возглавил страну. Выступив за немедленную передачу власти гражданскому правительству, независимо от успехов в войне, Био организовал президентские выборы, на которых победил Ахмад Теджан Кабба, представитель Народной партии Сьерра-Леоне, находившейся у власти до 1997 года.
Передав власть Каббе, он ушёл в отставку и переехал в США, где закончил Американский университет по специальности «международные отношения». Вернувшись на родину, в 2005 году он вступил в правящую НПСЛ и выставил свою кандидатуру на пост лидера, однако проиграл. В 2007 году резонанс получило заявление Био, что он может организовать новый переворот, чтобы предотвратить победу на выборах оппозиционного Всенародного конгресса, авторитарно правившего до переворота 1992 года. Новым президентом, однако, был избран именно кандидат Всенародного конгресса Эрнест Бай Корома. В 2012 году Био был выдвинут НПСЛ в президенты, но потерпел поражение от переизбранного на второй срок Коромы, получив около 37 % голосов.
В сложной борьбе ему удалось одержать победу во втором туре президентских выборов и 31 марта 2018 года он был объявлен победителем, через полнедели после этого он вступил на пост президента.